# La Joya, Tezonapa
La Joya är en ort i Mexiko.   Den ligger i kommunen Tezonapa och delstaten Veracruz, i den sydöstra delen av landet, 260 km öster om huvudstaden Mexico City. La Joya ligger 626 meter över havet och antalet invånare är 274.
Terrängen runt La Joya är huvudsakligen kuperad, men söderut är den bergig. Terrängen runt La Joya sluttar österut. Runt La Joya är det ganska tätbefolkat, med 100 invånare per kvadratkilometer. Närmaste större samhälle är Cuitláhuac, 19,6 km norr om La Joya. I omgivningarna runt La Joya växer i huvudsak städsegrön lövskog.